# Misjki

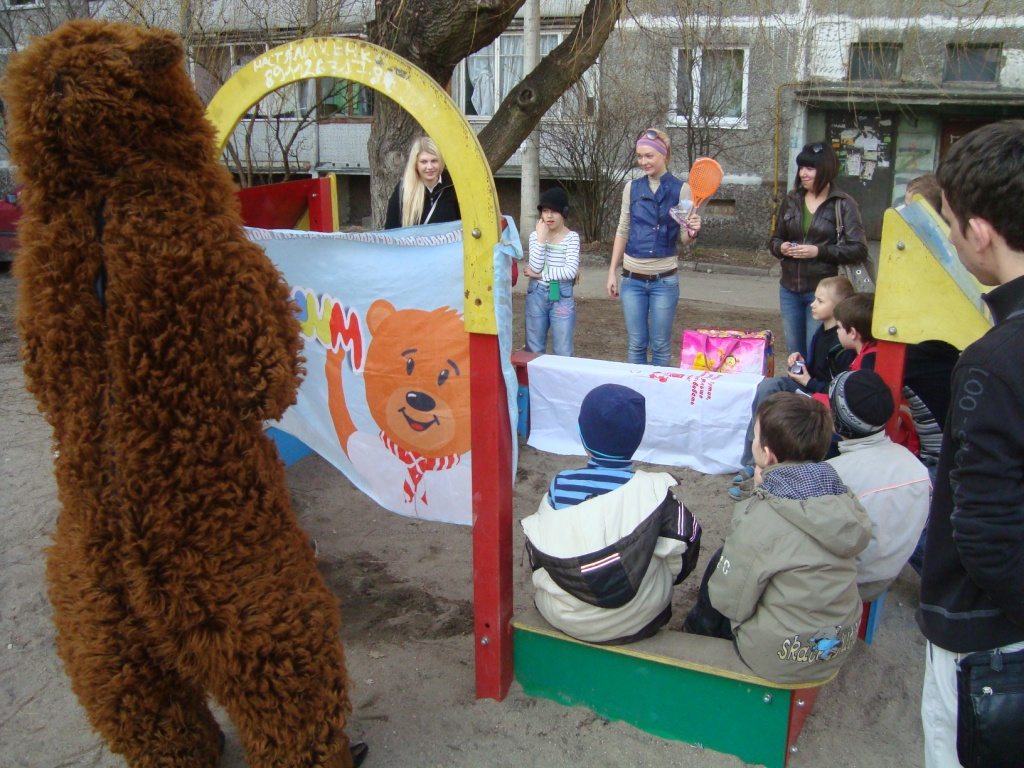
Misjki, Kaliningrad

Misjki (Russisch: Мишки; "bruintje", "beertje" of "teddybeertje") is een Russische jeugdbeweging voor kinderen van 8 tot 15 jaar, die gericht is op de verheerlijking van Vladimir Poetin. Het kan gezien worden als het jongere broertje van Nasji. De beweging werd opgericht door Joelia Zimova op 6 december 2007. Het is een hiërarchische beweging. Leden die leiding geven aan activiteiten voor de kinderen dragen de naam medved-sjatoen ("slapeloze beer"); een leider die 10 kinderen heeft toegevoegd aan de organisatie wordt "ijsbeer" genoemd en de belangrijkste titel is "bruine beer".